# عسلة برتقالية
العسلة البرتقالية (باللاتينية: Lonicera ciliosa) نبات زينة متسلق ينتمي إلى جنس العسلة من الفصيلة الخمانية.

## البيئة والانتشار
موطنها غابات غرب الولايات المتحدة وكندا.

## الوصف النباتي
نبات معمر نفضي ومتسلق قد يصل ارتفاعه إلى ستة أمتار. الساق مجوفة أسطوانية بنية لا تتقشر. الأزهار برتقالية إلى صفراء طولها من 2-4 سم.